# Pseudomaenas dukei
Pseudomaenas dukei là một loài bướm đêm trong họ Geometridae.